# Нойбергский договор
Нойбергский договор (нем. Neuberger Teilungsvertrag) — договор, заключённый 9 сентября 1379 года в городе Нойберг-ан-дер-Мюрц, в Штирии, между братьями, австрийскими герцогами Альбрехтом III и Леопольдом III, предусматривающий раздел между ними владений Габсбургов.
В соответствии с Нойбергским договором Альбрехт III получал собственно герцогство Австрию вместе со штирийскими ленами в Верхней Австрии (долина Энса, Штайр, Зальцкаммергут), а Леопольд III становился правителем остальных частей габсбургской монархии: Штирии, Каринтии, Крайны, Истрии, Тироля и Передней Австрии. Договор противоречил постановлениям предшествующих австрийских правителей Альбрехта II и Рудольфа IV, запрещающих раздел владений Габсбургов.
Нойбергский договор поделил Австрийскую монархию между Альбертинской и Леопольдинской линиями габсбургского дома и ознаменовал начало длительного периода раздробленности в Австрии. Единство государства было восстановлено лишь в 1490 году.